# Burniston
Burniston är en ort och civil parish i Storbritannien.   Den ligger i grevskapet North Yorkshire och riksdelen England, i den centrala delen av landet, 300 km norr om huvudstaden London. Burniston ligger 54 meter över havet och antalet invånare är 2 147.
Terrängen runt Burniston är huvudsakligen platt, men norrut är den kuperad. Havet är nära Burniston österut. Runt Burniston är det ganska tätbefolkat, med 129 invånare per kvadratkilometer. Närmaste större samhälle är Scarborough, 5,7 km sydost om Burniston. 